# هوبسن سیتی (آلاباما)
هوبسن سیتی (به انگلیسی: Hobson City) شهری در شهرستان کلهون ایالت آلاباما است که مساحت آن ۲٫۷ کیلومتر مربع است و در سرشماری سال ۲۰۱۰ میلادی، ۷۷۱ نفر جمعیت داشته و تراکم جمعیتی آن، ۲۸۵٫۵۶ نفر در هر کیلومتر مربع بوده است.